# Souleymane Bamba
Souleymane „Sol“ Bamba (* 13. Januar 1985 in Ivry-sur-Seine, Frankreich; † 31. August 2024 in Manisa, Türkei) war ein ivorisch-französischer Fußballspieler und -trainer.

## Karriere
Bamba wurde bis 2000 im Centre de pré-formation de Verneuil fußballerisch ausgebildet, ehe er in die Jugendabteilung von Paris Saint-Germain wechselte. Ab 2002 spielte er in der Reservemannschaft des Klubs, in der Profimannschaft von PSG kam der Verteidiger lediglich zu einem zweiminütigen Kurzeinsatz am 16. Spieltag der Saison 2004/05. Im Januar 2006 verließ er den französischen Hauptstadtklub, fand aber erst im Sommer desselben Jahres mit dem schottischen Verein Dunfermline Athletic einen neuen Arbeitgeber. Mit Dunfermline belegte er am Ende der Saison 2006/07 den letzten Tabellenplatz in der Scottish Premier League und stieg in die Scottish First Division ab. Derweil erreichte man im Landespokal das Finale, in dem man Celtic Glasgow zwar mit 0:1 unterlag, sich aber dennoch für die UEFA-Pokal-Qualifikation 2007/08 qualifizierte. Dort scheiterte man am schwedischen Klub BK Häcken. 2008 wechselte er innerhalb der schottischen Liga zu Hibernian Edinburgh.
Im Januar 2011 verpflichtete Sven-Göran Eriksson Bamba für den, von ihm trainierten, englischen Football-League-Championship-Teilnehmer Leicester City.
Zum Sommer 2012 wurde sein Wechsel zum türkischen Erstligisten Trabzonspor bekanntgegeben. Im Sommer 2014 löste er nach gegenseitigem Einvernehmen seinen Vertrag mit Trabzonspor auf und wechselte wenige Tage nach dieser Vertragsauflösung zum US Palermo. Palermo verlieh Bamba im Januar 2015 an den englischen Verein Leeds United, welcher ihn nach Ablauf der Leihe fest verpflichtete.
Im Oktober 2016 wechselte Bamba zu dem walisischen Klub Cardiff City und während seines dort knapp fünfjährigen Engagements spielte er in der Saison 2018/19 erstmals in der englischen Premier League. Zur Saison 2021/22 wechselte er zum Zweitligakonkurrenten FC Middlesbrough. Dort endete sein Vertrag im Sommer 2022, im Januar 2023 beendete er seine aktive Karriere.

### Nationalmannschaft
2003 nahm er mit der U-20-Nationalmannschaft der Elfenbeinküste an der Junioren-WM in den Vereinigten Arabischen Emiraten teil. Bamba stand in den ersten beiden Partien als Innenverteidiger in der Stammformation, wurde aber auf die Bank gesetzt und kam bis zum Aus im Achtelfinale nicht mehr zum Einsatz. 2005 nahm er mit der U-21 an der African Youth Championship, schied aber bereits in der Vorrunde aus. Von Trainer Gérard Gili wurde Bamba im Juli 2008 in das Aufgebot für das olympische Fußballturnier in China berufen. Für die WM in Südafrika wurde Bamba in den ivorischen Kader berufen; er kam zu keinem Einsatz. Vier Jahre später, bei der WM 2014, gehörte er wieder ins Aufgebot, diesmal als Stammspieler.

## Privatleben
Souleymane Bamba hatte mit seiner englischen Ehefrau Chloe drei gemeinsame Kinder. Aus einer früheren Beziehung hatte er einen Sohn.
Im Jahr 2021 wurde bekannt, dass Bamba an einem Non-Hodgkin-Lymphom erkrankt war und sich einer Chemotherapie unterzog. Am 31. August 2024 verstarb er im Alter von 39 Jahren im Universitätskrankenhaus von Manisa an den Folgen der Erkrankung.